# Niagara Motors Manufacturing Company
Niagara Motors Manufacturing Company war ein US-amerikanischer Hersteller von Automobilen.

## Unternehmensgeschichte
Das Unternehmen wurde Anfang 1913 in Buffalo im US-Bundesstaat New York gegründet. Bereits im März 1913 folgte der Umzug nach Dunkirk im gleichen Bundesstaat. Dort begann die Produktion von Automobilen. Der Markenname lautete Niagara. Am 3. Dezember 1913 wurde bekannt, dass das Werk nun geschlossen sei. Das Unternehmen war damit aufgelöst.
Weitere US-amerikanische Hersteller von Personenkraftwagen der Marke Niagara waren Niagara Automobile Company (1901), Niagara Motor Vehicle Company, Wilson Automobile Company und Niagara Automobile Company (1915).

## Fahrzeuge
Das erste Fahrzeug entstand im März 1913 im Werk in Dunkirk. Es wurde an einem Kunden aus New Orleans verkauft. Es ist nicht bekannt, ob weitere Fahrzeuge entstanden oder verkauft wurden.